# Praetragulidae
Praetragulidae é uma família extinta de mamíferos da ordem Artiodactyla. Ocorreu na América do Norte e Ásia do Eoceno ao Mioceno.

## Taxonomia
A família foi criada em 2001 por Andrea Vislobokova, e inclui três gêneros, Praetragulus, Simimeryx e Parvitragulus. Tradicionalmente os três gêneros estavam incluídos na família Hypertragulidae. A família está classificada na superfamília Hypertraguloidea, juntamente com a Hypertragulidae.
- Gênero Praetragulus Vislobokova, 1998 [do Eoceno Superior ao Oligoceno Inferior da Ásia]
- Gênero Simimeryx Stock, 1934 [Eoceno Médio da América do Norte]
- Gênero Parvitragulus Emry, 1978 [do Eoceno Médio ao Eoceno Superior da América do Norte]